# Piva (rivière)
Pour les articles homonymes, voir Piva.
La Piva (Cyrillique: Пива) est une rivière du Monténégro qui avec la rivière Tara forment la rivière Drina, donc un sous-affluent du Danube par la Save.

## Géographie

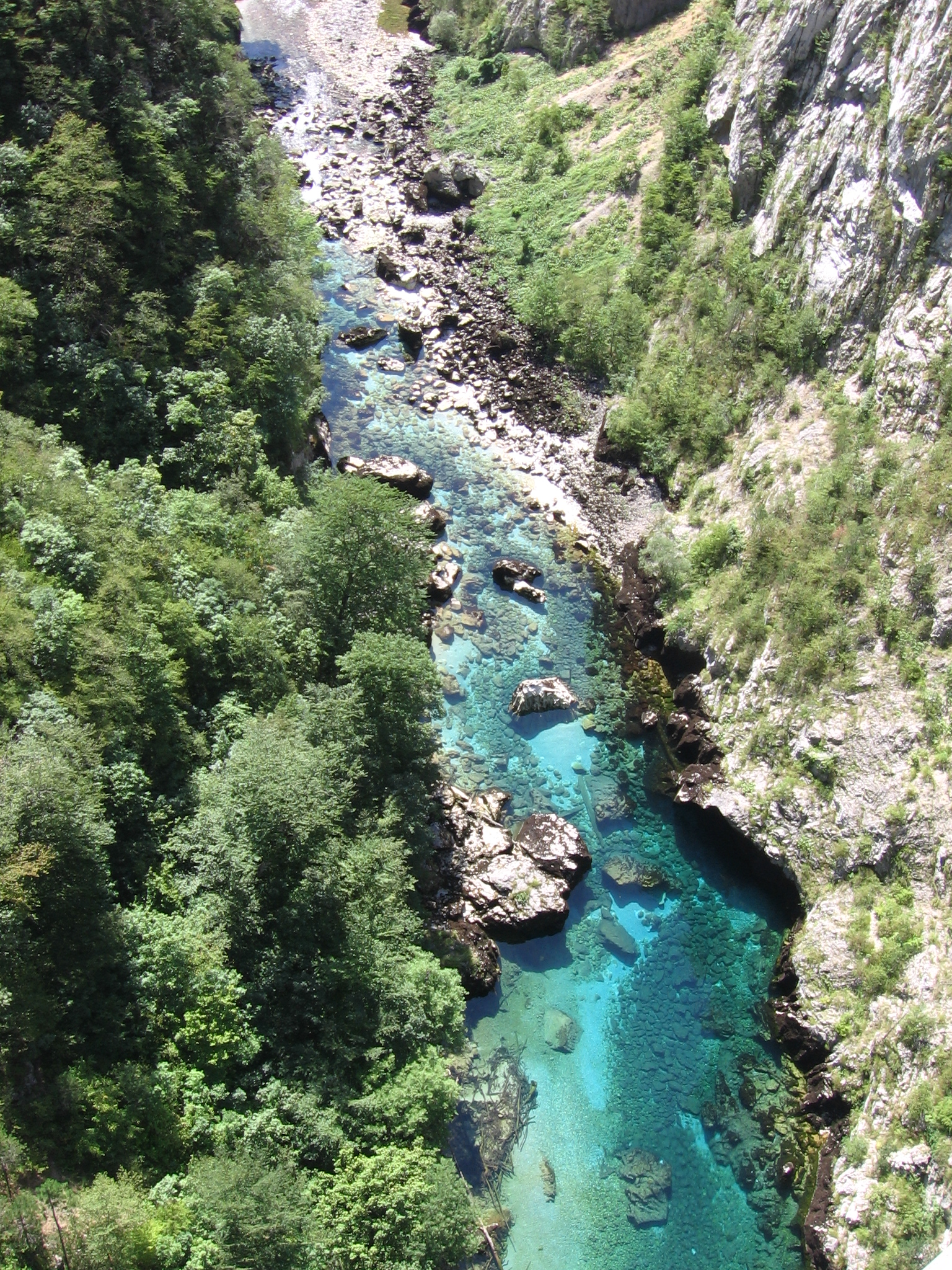
Rivière Piva.

Les sources de la Piva apparaissent sur la montagne Golija, à proximité du Monastère de Piva. Avant la construction du lac artificiel de la Piva, les eaux de la source se jetaient dans la rivière Komarnica (Cyrillique: Комарница) en formant la rivière piva sur 34 km. 
En réalité, la rivière Komarnica est plus longue que la rivière Piva avant leur réunion. La Komarnica est longue de 86 km en comptant tous les noms que la rivière porte sur son trajet (Tušina, Bukovica, Bijela et Komarnica). C’est toutefois la Piva qui a donné son nom au cours d’eau qui se jette ensuite dans la rivière Drina. Le système de la Piva fait donc au total 120 km de long bien que le haut du cours d’eau ne porte pas le même nom. 
La Tušina prend sa source dans la montagne Sinjajevina dans la région d’Uskoci dans le centre du Monténégro. La source est par ailleurs assez proche de la source d’une autre rivière importante du pays dénommée Morača. La rivière s’écoule vers l’ouest entre les montagnes Sinjajevina et Lola avant de traverser les villages de Krnja Jela, Bare, Boan et Tušina. 
La rivière reçoit ensuite les eaux de la rivière Bukovica (Cyrillique: Буковица) et continue sous ce dernier nom. Le cours d’eau traverse ensuite la région de Šavnik, les villages de Gradac et de Pridvorica dans la région de Drobnjaci avant de rejoindre les eaux de la rivière Komarnica qui donne son nom à la rivière résultante.
La Komarnica passe entre les monts Vojnik et Treskavac avant de rejoindre le plateau de la haute Piva et prend la direction du nord. Elle rejoint finalement les eaux de la rivière Piva au niveau du lac artificiel de la Piva. Le barrage du lac bloque l’accès du canyon de la Piva et permet de produire de l’énergie hydroélectrique (centrale de 342 MW) depuis 1975. Le barrage est haut de 220 mètres et le lac est le troisième plus grand lac de la Serbie et du Monténégro réunis (12,5 km2, 188 m de profondeur).
Les eaux de la Piva sortent du barrage et sont rejetées dans le canyon. Celui-ci trace son chemin entre les montagnes Bioč, Volujak, Maglić et Pivska planina. Il fait 33 km de long et atteint une profondeur allant jusque 1 200 mètres. La rivière rejoint ensuite la rivière Tara à Šćepan Polje près de la Bosnie-Herzégovine pour former la Drina. Les eaux de la rivière font partie du bassin de la mer Noire.

## Plateau de la Piva
Le plateau de la Piva ( Пивска површ) est un haut plateau calcaire situé entre les monts Durmitor, Maglić, Lebršnik, Golija et Vojnik. Il fait 55 km de long, 30 km de large, a une altitude moyenne de 1 200 mètres avec une pointe maximale à 2 159 mètres. La rivière Komarnica-Piva divise le plateau en deux régions :
- la région occidentale dénommée Pivska Župa (ou Пивска Жупа) ;
- la région orientale dénommée Pivska planina (ou: Пивска планина).

La zone est une zone karstique très peu peuplée et vit en grande partie de l’agriculture et en particulier de l’élevage d’ovins.